# Grande Prêmio do Brasil de 1989
Resultados do Grande Prêmio do Brasil de Fórmula 1 realizado em Jacarepaguá em 26 de março de 1989. Primeira etapa do campeonato, foi vencido pelo britânico Nigel Mansell, da Ferrari, com Alain Prost em segundo pela McLaren-Honda e Mauricio Gugelmin em terceiro pela March-Judd.

## Resumo

### O acidente de Philippe Streiff
Eram aproximadamente onze da manhã de 15 de março de 1989 quando um acidente com a AGS do piloto francês Philippe Streiff interrompeu os testes de pré-temporada que a Fórmula 1 realizava no Autódromo de Jacarepaguá. Naquele instante, o bólido modelo JH23B perdeu o controle na Curva do Cheirinho a uma velocidade aferida entre 220 e 260 km/h, bateu contra o guard rail, voou sobre a tela de proteção e caiu de cabeça para baixo ao atingir o solo, num impacto que descolou o santantônio e prensou o corpo de Streiff. Desacordado, o piloto foi vítima de um atendimento demorado, irregular e improvisadoː não havia colar cervical disponível, removeram o capacete de Streiff sem autorização antes de levarem o piloto à Clínica São Vicente, localizada a 30 quilômetros do circuito. Estabilizado, ele deveria realizar a cirurgia para a fixação da coluna no momento seguinte, mas a família preferiu transferi-lo para a capital francesa sob os cuidados do médico Gerard Saillant. Uma vez em Paris, constatou-se a tetraplegia de Philippe Streiff. Em 2017, o médico brasileiro Dino Altmann assegurou que o piloto não estava tetraplégico ao sair do Rio de Janeiro.
A ausência de marcas de frenagem na pista indicava uma quebra de suspensão como causa do acidente, mas outra coisa também foi notada. "Se ele tivesse batido na caixa de brita, teria ficado. Mas como a área é pequena, ele passou por cima e nada mais o conteve", afirmou o major Paulo Roberto Pinheiro, supervisor de operações do Corpo de Bombeiros. Além do que, o resgate de Streiff envolveu um risco adicional, pois o macacão do piloto estava encharcado de gasolina e a equipe de socorro teve que debelar um princípio de incêndio. Devido às capotagens resultantes do impacto, a AGS estava a oitenta metros do local do acidente. O bombeiro Roosevelt Rodrigues abaixou-se quando o carro voou sobre o aramado, mas sofreu cortes na testa ao ser atingido por uma roda solta, enquanto José Alício de Souza, operário responsável pela instalação de um módulo de arquibancadas, fraturou o pé esquerdo.
Philippe Streiff estreou na Fórmula 1 pela Renault no Grande Prêmio de Portugal de 1984. Seu melhor resultado foi o terceiro lugar no Grande Prêmio da Austrália de 1985 pela Ligier, correndo depois pela Tyrrell antes de assinar com a AGS, disputando 53 corridas.

### Brabham de volta às pistas
Fruto de uma sociedade entre Jack Brabham e Ron Tauranac, a Brabham estreou no Grande Prêmio da Alemanha de 1962. Campeã mundial de pilotos e construtores com o próprio Jack Brabham em 1966 e Denny Hulme em 1967, foi comprada por Bernie Ecclestone em 1972 e nela o brasileiro Nelson Piquet foi campeão em 1981 e 1983. O comando da equipe manteve-se inalterado até 1987 quando findou o contrato com a BMW e o papel de Bernie Ecclestone como presidente da FOCA exigia atenção integral do magnata britânico, motivo pelo qual a Brabham não correu em 1988, encerrando sua primeira passagem pela Fórmula 1 com os títulos descritos anteriormente, além de 39 pole positions e 35 vitórias em 328 corridas disputadas. No final deste ano o empresário suíço Joachim Lüthi adquiriu a Brabham e a inscreveu para o certame de 1989 com os pilotos Martin Brundle e Stefano Modena.
O passado vitorioso da Brabham não a livrou de ser uma das nove equipes a disputar a pré-classificação no Brasil, a maioria das quais (Brabham, Osella, Zakspeed e Onyx) terá dois carros na pista, grupo da qual a AGS está alijada por ora. Brundle e Modena ocuparam os primeiros lugares nesse treino, à frente da EuroBrun de Gregor Foitek e a Osella de Nicola Larini. Após o ocorrido com a equipe de Streiff, a FISA aumentou para cinco as vagas da classificação prévia, e assim Bernd Schneider foi contemplado para a satisfação da Zakspeed. Na seara dos estreantes, apenas Gregor Foitek avançou para o próximo nível, enquanto Bertrand Gachot,  Joachim Winkelhock (com a última AGS presente) e Volker Weidler ficaram pelo caminho, assim como a equipe Onyx.
Enquanto alguns retornam, outros nem puderam estrear. Reprovada no teste de impacto ordenado pela FISA para os interessados em competir na Fórmula 1, a FIRST Racing continuará restrita à Fórmula 3000 Internacional. Fundada em 1987 pelo ex-piloto Lamberto Leoni, a equipe contava com o brasileiro Ricardo Divila em seu corpo técnico e tinha Gabriele Tarquini como piloto.

### Igual ao ano que passou?
Celebrado como o "Rei do Rio" graças às cinco vitórias logradas em Jacarépaguá, Alain Prost terminou o ano de 1988 em alta ao vencer o Grande Prêmio da Austrália, mas o clima de festa no certame em questão eclipsou as mais ferinas declarações do bicampeão a respeito da McLaren em sete temporadas pelo time britânico. Numa entrevista aos jornalistas franceses naquele instante, o francês acusou a Honda de favorecer Ayrton Senna. Alegando "não contar tudo o que sabia" afim de evitar sua demissão, ele afirmou que pretende deixar a McLaren em 1989, quando termina o seu contrato, ou, no máximo, em 1990. O cerne de suas lamúrias está na intimidade de Ayrton Senna com os funcionários da montadora japonesa, razão pela qual Osamu Goto deu o melhor carro ao brasileiro durante os testes em Monza, além de, conforme Prost, conceder ao rival o direito a longas "discussões privadas" nas quais Senna esmiuçava detalhes no acerto do carro enquanto as necessidades do francês ficavam em segundo plano.
Enquanto Alain Prost vituperava contra sua própria equipe, a Ferrari preferiu agirː trouxe ao Brasil o modelo F1 640 (ou F1-89). Projetado por John Barnard e testado por Roberto Moreno, o novo carro possuía como novidade o câmbio semiautomático acionado por duas "borboletas" presas ao volante. Tal sistema permitiria um engate de marchas mais rápido e manteria em alta a rotação do motor V12 que impulsionava os bólidos vermelhos. Confiabilidade à parte, Nigel Mansell e Gerhard Berger não se desgarrariam do volante ao longo das provas e usariam a embreagem apenas para tirar o F1-89 da inércia, ganhando terreno diante da concorrência graças ao motor em rotação constante e ao acionamento mais rápido do carro na hora da largada.
Com uma reputação vencedora a zelar, a Williams disputará o campeonato de 1989 com uma versão revisada do FW12 até que o novo bólido da equipe esteja pronto. Para empurrar seus carros, Frank Williams e Patrick Head uniram-se à Renault, cujos motores V10 ao dispor de Thierry Boutsen e Riccardo Patrese possuem acionamento pneumático, recurso que dispensa molas para acionar as válvulas do motor e permite dosar a rotação extraída dos mesmos, diminuindo as chances de quebra. Patrese, aliás, fez o melhor tempo no treino de sexta-feira, deixando Ayrton Senna para trás. Projetista da McLaren, Gordon Murray foi direto ao pontoː "Vão dar mais trabalho que as Ferrari".
Trinta pilotos foram à pista no sábado com o fito de disputar vinte e seis vagas disponíveis para a corrida e destes o mais rápido foi Ayrton Senna. Logo em sua primeira tentativa ele cravou o melhor tempo, retornando ao asfalto na parte final da sessão quando marcou 1:25.302 com a McLaren, recorde da pista de Jacarépaguá (a marca anterior pertencia ao próprio Senna em 1986 ao volante da Lotus) confirmando a trigésima pole position de sua carreira. Mesmo prejudicado por uma avaria no motor, Riccardo Patrese foi o segundo colocado graças ao tempo obtido na sexta-feira, mesmo cenário que garantiu a Gerhard Berger o terceiro lugar. Nas posições seguintes estavamː Thierry Boutsen, Alain Prost e Nigel Mansell, formando um grid no qual McLaren, Williams e Ferrari exibiam a nova relação de forças na Fórmula 1, bem diferente das corridas de 1988, quando a equipe fundada por Bruce McLaren esmagava a concorrência com facilidade. Neste cenário o "melhor do resto" foi Ivan Capelli, sétimo colocado com a March. Quanto aos demais brasileiros, Nelson Piquet terminou em nono com a Lotus e Mauricio Gugelmin em décimo segundo na outra March.
Merece destaque o décimo lugar do estreante Johnny Herbert. Contratado pela Benetton como substituto de Thierry Boutsen, o piloto britânico quase teve a perna direita amputada num acidente na Fórmula 3000 em Brands Hatch a 21 de agosto de 1988 quando Gregor Foitek atingiu Herbert por trás. Desgovernado, o bólido atingiu o muro e o impacto expôs as pernas de Johnny Herbert, que foram esmagadas num segundo choque. Graças às cirurgias e a um tratamento médico intensivo, ele estreou na Fórmula 1, embora tivesse que ser carregado para entrar e sair do carro. Herbert, inclusive, não foi o único remanescente daquele dia a chegar na Fórmula 1, pois o também estreante, Olivier Grouillard, classificou-se em vigésimo segundo, na 200ª (ducentésima) corrida da Ligier. Menos sorte tiveram Gregor Foitek e os veteranos Yannick Dalmas, René Arnoux (a bordo da outra Ligier) e Roberto Moreno, desbastados no treino. Restaram vinte e seis pilotos habilitados a largar.

### Mais um erro do campeão
"Ayrton Senna. Não há a menor dúvida de que ele foi o responsável pela batida". Com apenas uma frase, Paul Catalano, dirigente da FISA presente no Autódromo de Jacarepaguá, resumiu a perplexidade de quem assistia a corrida, pois logo nos primeiros metros, o ídolo brasileiro estava fora de combate. "Dei uma bobeada. Demorei alguns segundos para largar e, depois, troquei muito cedo a primeira pela segunda marcha". Grosseira de tão simples, a explanação de Senna é um eufemismo para descrever sua má largada. Na hora que as luzes foram apagadas, a Williams de Riccardo Patrese saiu à frente enquanto a McLaren de Ayrton Senna mal teve forças para reagir, afinal o campeão de 1988 foi alcançado pela Ferrari de Gerhard Berger, cujo ímpeto o fez emparelhar com Ayrton Senna. Este, para não ser ultrapassado, bloqueou seu rival austríaco por dentro e depois pela direita, obrigando a Ferrari a por as rodas na grama. Berger, entretanto, não se intimidou e logo havia três carros na curva um de Jacarepaguá. Com espaço diminuto, Senna estava cercado pelos dois lados e nisso um choque entre ele e Berger tirou da prova o piloto da Ferrari e uma trombada com a Williams de Patrese fez o brasileiro perder o bico do carro.
Obrigado a parar nos boxes, Ayrton Senna aguardou por duas voltas até que trocassem a asa dianteira do carro, mas na quinta volta retornou para corrigir novos problemas na McLaren e ficou estacionado mais uma volta. Carregando tamanho prejuízo, ele sequer pôde figurar entre os coadjuvantes da prova, afinal terminou a corrida em décimo primeiro, a duas voltas do vencedor. Zerar na pontuação foi um desastre para Senna, todavia o maior prejuízo reside nos três erros crassos cometidos em apenas dez meses, algo incomum para um campeão mundial.
Para a Folha de S.Paulo, o piloto brasileiro foi "a vítima e o réu" de suas próprias ações. Mais visceral, Renato Maurício Prado abriu sua coluna em O Globo com uma indagaçãoː "Que maldita compulsão será esta, que leva Ayrton Senna a 'fechar a porta' a todos que tentam ultrapassá-lo, ainda que seja na primeira curva da primeira prova do ano?". De fato, o Ayrton Senna que foi a Jacarepaguá em 26 de março de 1989 era um arremedo do campeão mundial de 1988. Diante de 70 mil torcedores compareceu uma versão afoita e irreconhecível do piloto com atitudes iguais às do Grande Prêmio de Mônaco de 1988 quando liderava com 55 segundos de vantagem, desconcentrou-se e bateu, entregando a vitória a Alain Prost, sendo que no Grande Prêmio da Itália de 1988 foi piorː ele bateu em um retardatário e perdeu uma vitória certa a duas voltas para o fim daquela prova. A este sumário de erros acrescente-se agora o fiasco de 1989 no Brasil.
Questionado sobre a manobra canhestra de Ayrton Senna, o jornalista Celso Itiberê foi sucintoː "Errou e muito". Segundo ele, a hesitação do brasileiro no momento da largada resultou em uma aceleração à meia-força, impedindo o pleno funcionamento do motor Honda. Por esta razão, sua McLaren ficou atrás de Patrese e ao alcance de Berger antes do acidente. "Se alguma coisa faltou ao campeão naquele momento, foi bom senso. Um toque no freio, o austríaco passaria e Ayrton teria ainda 61 voltas à sua dispodição para recuperar o pouco tempo perdido", escreveu Itiberê nas páginas de O Globo.

### Estreia vitoriosa pela Ferrari
Riccardo Patrese escapou ileso do acidente entre seus adversários e assumiu a liderança em dobradinha com Thierry Boutsen. A alegria da Williams, no entanto, reduziu-se em pouco tempoː no terceiro giro o britânico Nigel Mansell colocou sua Ferrari na vice-liderança, pois Boutsen sofreu com um superaquecimento no motor, causando quando um pedaço da McLaren de Senna resvalou no capacete do belga e obstruiu o radiador de seu carro, fazendo-o sair da corrida em sua estreia pelo time de Frank Williams. Em terceiro lugar, Alain Prost estava adiante de um grupo formado por Ivan Capelli (March), Derek Warwick (Arrows) e Alessandro Nannini (Benetton). Correndo sem ligar para o calor ou o asfalto abrasivo de Jacarepaguá, o "leão" descontava a diferença em relação a Patrese, a quem perseguia com afinco. Enquanto isso, um problema na injeção de combustível na Lotus pôs fim ao domingo de Nelson Piquet e Alain Prost realizou seu único pit stop na décima quinta volta, dez antes de Patrese.
Nigel Mansell ultrapassou Riccardo Patrese na volta dezesseis, mas a necessidade de ir para os boxes o fez devolver a ponta ao italiano da Williams cinco giros mais tarde, perdendo também o segundo lugar para Alain Prost. Na volta vinte e três o "professor" assumiu a liderança, mas a embreagem de sua McLaren piorava gradativamente enquanto os pneus novos da Ferrari turbinaram Mansell, que reassumiu o primeiro lugar na volta vinte e oito com uma ultrapassagem no fim da reta. Órfã de seus campeões, a torcida brasileira passou a torcer por Maurício Gugelmin, cativo na zona de pontuação desde a décima quinta passagem, sobretudo após duelar com os carros da Benetton. Após a segunda rodada de pit stops, o piloto da March era o quinto, atrás de Mansell, Prost, Warwick e Herbert, assinalando a melhor volta até aquele instante.
As condições da pista e o ritmo empregado para alcançar a liderança e manter-se nela, obrigaram Mansell a um novo pit stop, no qual ele trocou os pneus e também o volante do carro. Nesse ínterim Prost reassumiu a ponta por duas voltas (44 e 45), contudo o francês estava com os pneus muito desgastados e não quis trocá-los, pois se fosse para os boxes temia que a falta de embreagem fizesse o motor apagar, razão pela qual não pôde resistir quando o bólido vermelho de Mansell regressou ao primeiro lugar. Com o carro em más condições, o francês via Gugelmin aproximar-se no miolo do circuito, embora a potência do motor Honda e a experiência de Prost o fizessem recuperar terreno na reta. Além disso, o brasileiro da March estava na alça de mira de Patrese depois que a Williams trocou seus pneus, obrigando Gugelmin a atacar e defender-se ao mesmo tempo. Decidido a ultrapassar, Patrese quebrou o recorde do circuito (1:32.507) na quadragésima sétima volta e chegou a superar Gugelmin pouco antes de abandonar por falha no alternador na volta cinquenta e um. Resingando,  do italiano saiu da corrida com um prêmio de consolaçãoː 177 corridas disputadas na Fórmula 1, tornando-se, então, o piloto mais experiente da história.
As boas condições do carro permitiram que Nigel Mansell administrasse a sua vantagem e cruzasse a linha de chegada em primeiro lugar, seguido pelo extenuado Alain Prost, resultado possível graças ao tato de Maurício Gugelmin, que preferiu garantir o terceiro lugar ao ver subir a temperatura do motor Judd. Em quarto terminou o estreante Johnny Herbert, da Benetton, com Derek Warwick em quinto pela Arrows e Alessandro Nanini em sexto com a outra Benetton.
Líder do mundial de pilotos e construtores graças aos nove pontos de Nigel Mansell, a Ferrari venceu pela quarta vez no Brasil, a primeira em Jacarepaguá desde Carlos Reutemann em 1978. O britânico, inclusive, é o terceiro piloto da história a vencer em sua estreia pela Casa de Maranello após Juan Manuel Fangio no Grande Prêmio da Argentina de 1956 e Giancarlo Baghetti em Grande Prêmio da França de 1961. Em segundo lugar, Alain Prost enalteceu sua "corrida de sobrevivência" pela McLaren, enquanto Maurício Gugelmin fez história graças ao terceiro lugar, único pódio de sua carreira e também o último dos 21 pódios da March.

### Triste fim de Jacarepaguá
O acidente que vitimou Philippe Streiff foi um episódio grave para a reputação do Jacarépaguá, mas não o único. Faltando menos de uma hora para a corrida, o torcedor Ildefonso de Castro, 38 anos, morreu instantaneamente ao cair do último degrau da arquibancada no início do retão na curva Pace (setor J) devido a uma tábua que cedeu a 15 metros de altura, obrigando os bombeiros a interditar parte da área ao detectarem mais tábuas soltas. Diante das repercussões negativas, a Confederação Brasileira de Automobilismo agiu rápidoː em 19 de abril, Piero Gancia consulrou a FISA sobre o retorno da Fórmula 1 ao Autódromo de Interlagos. "Não estamos tentando roubar o GP do Rio. Queremos, isto sim, salvar o GP do Brasil, que após os incidentes deste ano está ameaçado de não existir", declarou o presidente da CBA. Em 8 dezembro de 1989, a FISA divulgou o calendário do ano seguinte, sacramentando o regresso da Fórmula 1 a São Paulo a partir de 1990 num circuito reformado.
Encerrado o vínculo com a Fórmula 1, o autódromo carioca alternou períodos de ostracismo com o brilho de eventos renomados como a MotoGP (1995-2004) e a Rio 200, etapa brasileira da Champ Car (1996-2000), além de sediar competições nacionais como Fórmula Truck e Stock Car Pro Series, dentre outras. Sede dos Jogos Pan-Americanos de 2007, o Rio de Janeiro modificou parte do circuito para erguer o Complexo Esportivo Cidade dos Esportes, sendo que demoliram o autódromo em 2012. Surgiu então o Parque Olímpico do Rio de Janeiro, principal estrutura voltada à realização dos Jogos Olímpicos de Verão de 2016.
Um projeto relativo ao Autódromo de Deodoro, a ser construído no bairro homônimo da capital fluminense, foi apresentado em substituição a Jacarépaguá. Todavia, a questão dos impactos ambientais impediu o começo das obras em 2013. Oito anos depois, uma lei aprovada pela Câmara Municipal do Rio de Janeiro converteu a Floresta do Camboatá, área de Mata Atlântica onde o novo autódromo seria construído, em um refúgio da vida silvestre. Em maio de 2024, propuseram a construção de um autódromo no bairro de Guaratiba, mediante compensações ambientais.

## Classificação

### Pré-classificação
| Pos. | N.º | Piloto                | Construtor      | Tempo    | Dif.     |
| ---- | --- | --------------------- | --------------- | -------- | -------- |
| 1    | 7   | Martin Brundle        | Brabham-Judd    | 1:27.764 | —        |
| 2    | 8   | Stefano Modena        | Brabham-Judd    | 1:28.147 | + 0.383  |
| 3    | 33  | Gregor Foitek         | EuroBrun-Judd   | 1:29.604 | + 1.840  |
| 4    | 17  | Nicola Larini         | Osella-Ford     | 1:29.679 | + 1.915  |
| 5    | 34  | Bernd Schneider       | Zakspeed-Yamaha | 1:30.417 | + 2.653  |
| 6    | 21  | Alex Caffi            | Dallara-Ford    | 1:30.747 | + 2.983  |
| 7    | 18  | Piercarlo Ghinzani    | Osella-Ford     | 1:31.150 | + 3.386  |
| 8    | 39  | Volker Weidler        | Rial-Ford       | 1:31.964 | + 4.200  |
| 9    | 32  | Pierre-Henri Raphanel | Coloni-Ford     | 1:32.019 | + 4.255  |
| 10   | 41  | Joachim Winkelhock    | AGS-Ford        | 1:32.982 | + 5.218  |
| 11   | 35  | Aguri Suzuki          | Zakspeed-Yamaha | 1:33.079 | + 5.315  |
| 12   | 36  | Stefan Johansson      | Onyx-Ford       | 1:35.232 | + 7.468  |
| 13   | 37  | Bertrand Gachot       | Onyx-Ford       | 1:37.932 | + 10.168 |

### Treinos classificatórios
| Pos.    | N.º | Piloto             | Construtor       | Q1       | Q2       | Grid    |
| ------- | --- | ------------------ | ---------------- | -------- | -------- | ------- |
| 1       | 1   | Ayrton Senna       | McLaren-Honda    | 1:26.205 | 1:25.302 | —       |
| 2       | 6   | Riccardo Patrese   | Williams-Renault | 1:26.172 | 7:12.732 | + 0.870 |
| 3       | 28  | Gerhard Berger     | Ferrari          | 1:26.271 | 1:26.394 | + 0.969 |
| 4       | 5   | Thierry Boutsen    | Williams-Renault | 1:27.367 | 1:26.459 | + 1.157 |
| 5       | 2   | Alain Prost        | McLaren-Honda    | 1:27.095 | 1:26.620 | + 1.318 |
| 6       | 27  | Nigel Mansell      | Ferrari          | 1:27.249 | 1:26.772 | + 1.470 |
| 7       | 16  | Ivan Capelli       | March-Judd       | 1:27.525 | 1:27.035 | + 1.733 |
| 8       | 9   | Derek Warwick      | Arrows-Ford      | 1:27.937 | 1:27.408 | + 2.106 |
| 9       | 11  | Nelson Piquet      | Lotus-Judd       | 1:28.423 | 1:27.437 | + 2.135 |
| 10      | 20  | Johnny Herbert     | Benetton-Ford    | 1:27.626 | 1:27.754 | + 2.324 |
| 11      | 19  | Alessandro Nannini | Benetton-Ford    | 1:28.394 | 1:27.865 | + 2.563 |
| 12      | 15  | Maurício Gugelmin  | March-Judd       | 1:27.956 | 1:28.581 | + 2.654 |
| 13      | 7   | Martin Brundle     | Brabham-Judd     | 1:29.138 | 1:28.274 | + 2.972 |
| 14      | 8   | Stefano Modena     | Brabham-Judd     | 1:28.621 | 1:28.942 | + 3.319 |
| 15      | 22  | Andrea de Cesaris  | Dallara-Ford     | 1:29.005 | 1:29.206 | + 3.703 |
| 16      | 23  | Pierluigi Martini  | Minardi-Ford     | 1:30.077 | 1:29.435 | + 4.133 |
| 17      | 38  | Christian Danner   | Rial-Ford        | 1:30.460 | 1:29.455 | + 4.153 |
| 18      | 3   | Jonathan Palmer    | Tyrrell-Ford     | 1:30.443 | 1:29.573 | + 4.271 |
| 19      | 17  | Nicola Larini      | Osella-Ford      | 1:31.341 | 1:30.146 | + 4.844 |
| 20      | 4   | Michele Alboreto   | Tyrrell-Ford     | 1:32.260 | 1:30.255 | + 4.953 |
| 21      | 12  | Satoru Nakajima    | Lotus-Judd       | 1:30.942 | 1:30.375 | + 5.073 |
| 22      | 26  | Olivier Grouillard | Ligier-Ford      | 1:30.410 | 1:30.666 | + 5.108 |
| 23      | 24  | Luis Pérez-Sala    | Minardi-Ford     | 1:30.702 | 1:30.643 | + 5.341 |
| 24      | 10  | Eddie Cheever      | Arrows-Ford      | 1:30.657 | 1:31.068 | + 5.355 |
| 25      | 34  | Bernd Schneider    | Zakspeed-Yamaha  | 1:32.346 | 1:30.861 | + 5.559 |
| 26      | 30  | Philippe Alliot    | Lola-Lamborghini | 1:31.872 | 1:31.009 | + 5.707 |
| 27      | 29  | Yannick Dalmas     | Lola-Lamborghini | 1:32.411 | 1:31.260 | + 5.958 |
| 28      | 25  | René Arnoux        | Ligier-Ford      | 1:34.232 | 1:31.376 | + 6.074 |
| 29      | 33  | Gregor Foitek      | EuroBrun-Judd    | 1:31.791 | 1:53.570 | + 6.489 |
| 30      | 31  | Roberto Moreno     | Coloni-Ford      | 1:32.561 | 1:34.894 | + 7.259 |
| Fontes: |     |                    |                  |          |          |         |

### Corrida
| Pos.    | N.º | Piloto                | Construtor       | Voltas | Tempo/Diferença        | Grid | Pontos     |
| ------- | --- | --------------------- | ---------------- | ------ | ---------------------- | ---- | ---------- |
| 1       | 27  | Nigel Mansell         | Ferrari          | 61     | 1:38:58.744            | 6    | 9          |
| 2       | 2   | Alain Prost           | McLaren-Honda    | 61     | + 7.809                | 5    | 6          |
| 3       | 15  | Maurício Gugelmin     | March-Judd       | 61     | + 9.370                | 12   | 4          |
| 4       | 20  | Johnny Herbert        | Benetton-Ford    | 61     | + 10.493               | 10   | 3          |
| 5       | 9   | Derek Warwick         | Arrows-Ford      | 61     | + 17.866               | 8    | 2          |
| 6       | 19  | Alessandro Nannini    | Benetton-Ford    | 61     | + 18.241               | 11   | 1          |
| 7       | 3   | Jonathan Palmer       | Tyrrell-Ford     | 60     | + 1 volta              | 18   |            |
| 8       | 12  | Satoru Nakajima       | Lotus-Judd       | 60     | + 1 volta              | 21   |            |
| 9       | 26  | Olivier Grouillard    | Ligier-Ford      | 60     | + 1 volta              | 22   |            |
| 10      | 4   | Michele Alboreto      | Tyrrell-Ford     | 59     | + 2 voltas             | 20   |            |
| 11      | 1   | Ayrton Senna          | McLaren-Honda    | 59     | + 2 voltas             | 1    |            |
| 12      | 30  | Philippe Alliot       | Lola-Lamborghini | 58     | + 3 voltas             | 26   |            |
| 13      | 22  | Andrea de Cesaris     | Dallara-Ford     | 57     | + 4 voltas             | 15   |            |
| 14      | 38  | Christian Danner      | Rial-Ford        | 56     | Câmbio                 | 17   |            |
| Ret     | 6   | Riccardo Patrese      | Williams-Renault | 51     | Alternador             | 2    |            |
| Ret     | 10  | Eddie Cheever         | Arrows-Ford      | 37     | Colisão                | 24   |            |
| Ret     | 34  | Bernd Schneider       | Zakspeed-Yamaha  | 36     | Colisão                | 25   |            |
| Ret     | 7   | Martin Brundle        | Brabham-Judd     | 27     | Semieixo               | 13   |            |
| Ret     | 16  | Ivan Capelli          | March-Judd       | 22     | Suspensão              | 7    |            |
| Ret     | 11  | Nelson Piquet         | Lotus-Judd       | 10     | Injeção de combustível | 9    |            |
| DSQ     | 17  | Nicola Larini         | Osella-Ford      | 10     | Desalinhado no grid    | 19   | [ nota 8 ] |
| Ret     | 8   | Stefano Modena        | Brabham-Judd     | 9      | Semieixo               | 14   |            |
| Ret     | 5   | Thierry Boutsen       | Williams-Renault | 3      | Motor                  | 4    |            |
| Ret     | 23  | Pierluigi Martini     | Minardi-Ford     | 2      | Chassis                | 16   |            |
| Ret     | 28  | Gerhard Berger        | Ferrari          | 0      | Colisão                | 3    |            |
| Ret     | 24  | Luis Pérez-Sala       | Minardi-Ford     | 0      | Colisão                | 23   |            |
| DNQ     | 29  | Yannick Dalmas        | Lola-Lamborghini |        |                        |      |            |
| DNQ     | 25  | René Arnoux           | Ligier-Ford      |        |                        |      |            |
| DNQ     | 33  | Gregor Foitek         | EuroBrun-Judd    |        |                        |      |            |
| DNQ     | 31  | Roberto Moreno        | Coloni-Ford      |        |                        |      |            |
| DNPQ    | 21  | Alex Caffi            | Dallara-Ford     |        |                        |      |            |
| DNPQ    | 18  | Piercarlo Ghinzani    | Osella-Ford      |        |                        |      |            |
| DNPQ    | 39  | Volker Weidler        | Rial-Ford        |        |                        |      |            |
| DNPQ    | 32  | Pierre-Henri Raphanel | Coloni-Ford      |        |                        |      |            |
| DNPQ    | 41  | Joachim Winkelhock    | AGS-Ford         |        |                        |      |            |
| DNPQ    | 35  | Aguri Suzuki          | Zakspeed-Yamaha  |        |                        |      |            |
| DNPQ    | 36  | Stefan Johansson      | Onyx-Ford        |        |                        |      |            |
| DNPQ    | 37  | Bertrand Gachot       | Onyx-Ford        |        |                        |      |            |
| Fontes: |     |                       |                  |        |                        |      |            |

## Tabela do campeonato após a corrida
| Pos.    | Piloto            | Pontos |
| ------- | ----------------- | ------ |
| 1       | Nigel Mansell     | 9      |
| 2       | Alain Prost       | 6      |
| 3       | Mauricio Gugelmin | 4      |
| 4       | Johnny Herbert    | 3      |
| 5       | Derek Warwick     | 2      |
| Fontes: |                   |        |

| Pos.    | Construtor    | Pontos |
| ------- | ------------- | ------ |
| 1       | Ferrari       | 9      |
| 2       | McLaren-Honda | 6      |
| 3       | March-Judd    | 4      |
| 4       | Benetton-Ford | 4      |
| 5       | Arrows-Ford   | 2      |
| Fontes: |               |        |

- Nota: Somente as primeiras cinco posições estão listadas. Entre 1981 e 1990 cada piloto podia computar onze resultados válidos por temporada não havendo descartes no mundial de construtores.